# Mellitus van Canterbury
Mellitus van Canterbury (overleden op 24 april 624) was van 604 tot aan zijn dood bisschop van Londen en van 619 tot aan zijn dood aartsbisschop van Canterbury.

## Levensloop
In het jaar 601 werd hij samen met verschillende andere missionarissen door paus Gregorius I naar Engeland gestuurd, als antwoord op de oproep van aartsbisschop Augustinus van Canterbury. Ze kregen de opdracht om hem te helpen in de verspreiding van het christendom over het Engelse eiland en een overeenkomstige kerkelijke organisatie uit te bouwen.
Nadat koning Sæberht van Essex zich in 604 tot het christendom bekeerde, kreeg Mellitus Londen toegewezen als hoofdstad van zijn eigen bisdom. Hij werd door Augustinus tot bisschop van Londen uitgeroepen en liet als bisschoppelijke kerk St Paul's Cathedral bouwen. In 617 werd hij door Sexred en Sæward, de heidense zonen van koning Sæberht, uit Londen verdreven, nadat hij geweigerd had hen te dopen en de communie te geven. Mellitus vluchtte naar Gallië, maar werd teruggeroepen door aartsbisschop Laurentius van Canterbury. Na diens dood in 619 werd Mellitus zelf aartsbisschop van Canterbury, wat hij bleef tot aan zijn eigen dood in april 624. Hij wordt vereerd als heilige.
Volgens kroniekschrijver Beda Venerabilis was Mellitus van adellijke geboorte en benoemde paus Gregorius I hem tot abt. Vermoed wordt dat hij abt zou geweest zijn van het Sint-Andreasklooster in Rome, waar ook Gregorius, voor hij paus werd, en Augustinus van Canterbury abt waren. 
- Gemeinsame Normdatei: 102559708
- Virtual International Authority File: 69324691